# Geografie Thajska
Thajsko leží uprostřed pevninské jihovýchodní Asie a je 50. největším státem na světě. Zemská hranice je dlouhá 4,86 km s Myanmarem, Kambodžou, Laosem a Malajsií. Strategická poloha národa ovlivnila mnoho aspektů thajské společnosti a kultury. Spravuje jedinou pozemní cestu z Asie do Malajsie a Singapuru. Má výlučnou ekonomickou zónu o rozloze 299,397 km2.

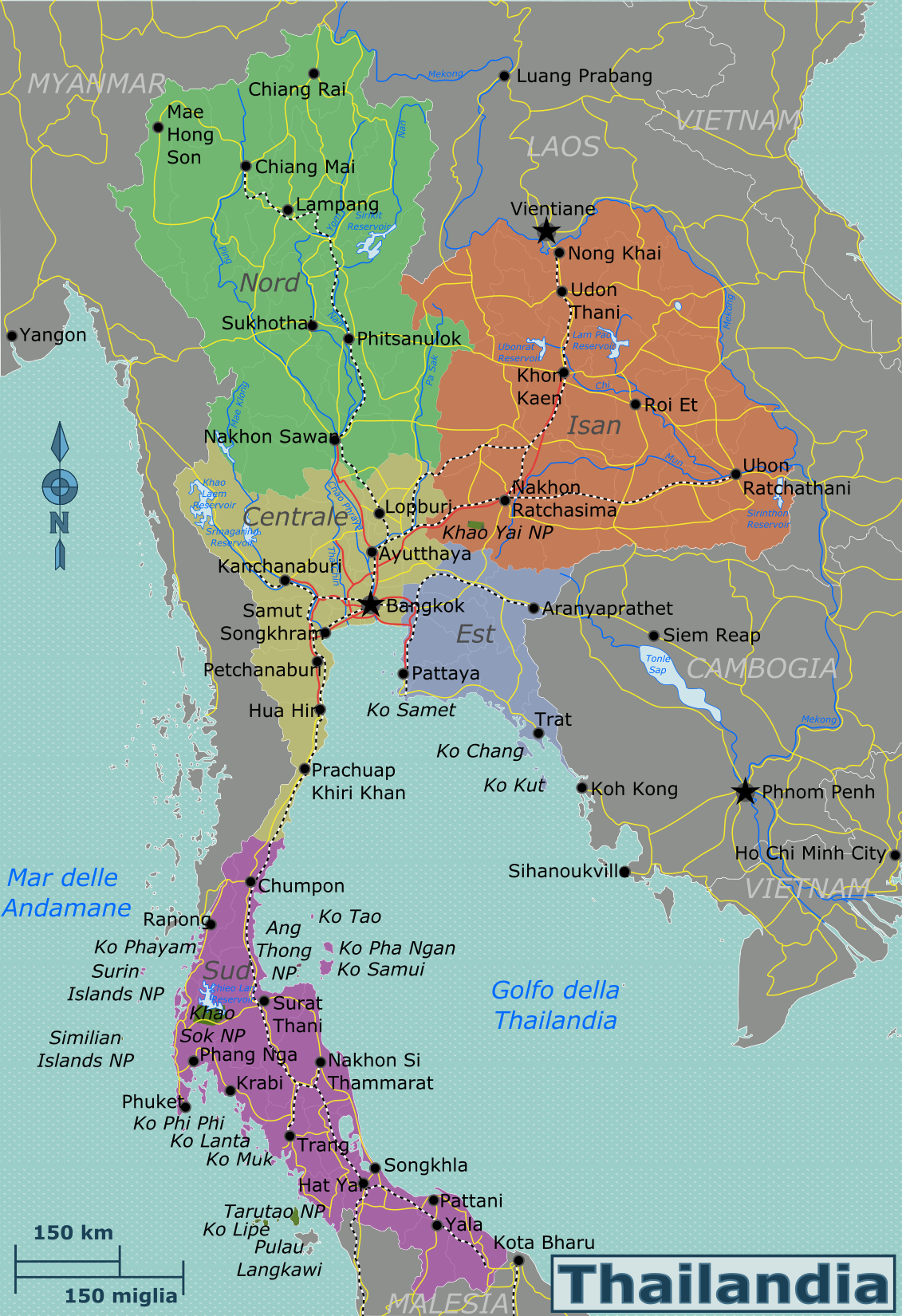
Podrobná mapa Thajska

## Hranice

### Pevninské hranice
- Celková délka: 4 863 km

- Hraniční země: Myanmar 1800 km, Kambodža 803 km, Laos 1 754 km, Malajsie 506 km

### Pobřeží
- Celková délka: 3 219 km

### Nároky na mořské oblasti
- Teritoriální vody: 12 námořních mil (22,2 km)

- Výlučná ekonomická zóna: 299,397 km2

- Kontinentální šelf: hloubka do 20 metrů nebo do hloubky, kde je možná těžba přírodních zdrojů[2]

## Fyzickogeografická sféra
Úrodná záplavová oblast a tropické klima vhodné pro pěstování rýže lákaly osadníky do centrální oblasti, místo vysočin na severu a Khoratské plošiny na severovýchodě.
V 11. století n. l. prosperovalo v horním údolí řeky Menam-Čao-Praja několik rýžových a obchodních států, které se osvobodily od nadvlády Khmerské říše. Od poloviny 14. století však postupně spadaly pod kontrolu Království Ayutthaya na jihu záplavové oblasti.
Postupná hlavní města, budovaná na různých místech podél řeky, se stala centry velkých thajských království založených na pěstování rýže a zahraničním obchodu. Na rozdíl od sousedních Khmerů a Barmánců se Thajci orientovali na zahraniční obchod přes Thajský záliv a Andamanské moře.
Když evropská kolonizace koncem 19. století změnila obchod v jihovýchodní Asii, Thajsko (tehdy Siam) si udrželo nezávislost jako nárazníková zóna mezi britskou Barmou a francouzskou Indočínou, ale přišlo o více než 50 % území, většinou osídleného nethajským obyvatelstvem. Thajské jádro zůstalo nedotčeno.

## Územní spory

### Historie
Thajsko sdílí hranice s Laosem, Kambodžou, Malajsií a Myanmarem. Ačkoli Čína ani Vietnam nejsou sousedy Thajska, jejich území leží přibližně 100 km od Thajských hranic.
Mnohé části thajských hranic kopírují přírodní útvary, jako je řeka Mekong. Většina hranic byla stabilizována a vymezena na konci 19. a na počátku 20. století v souladu se smlouvami, které byly Thajsku a jeho sousedům vnuceny Británií a Francií. V některých oblastech však přesné hranice, zejména podél východních hranic Thajska s Laosem a Kambodžou, jsou stále sporné.
K obecným napětím na hranicích přispívaly také aktivity komunisty vedených povstalců, jejichž operace byly po několik desetiletí hlavní obavou thajské vlády a jejích bezpečnostních sil. Problém komunistické vzpoury byl zhoršen činností toho, co thajská vláda označila za „antistátní prvky“. Často byl skutečný zdroj problémů na hranicích obyčejnými zločinci nebo místními obchodníky zapojenými do nelegální těžby nerostných surovin a dřeva, pašování, výroby a obchodu s narkotiky.

### Kambodža
Po roce 1951 vznikly spory mezi Kambodžou a Thajskem částečně kvůli nejasně vymezeným hranicím a změnám v koloniálních poměrech Francie. Nedávno byl nejvýznamnějším případem spor o chrám Prasat Preah Vihear, který byl předložen Mezinárodnímu soudnímu dvoru, jenž v roce 1962 rozhodl ve prospěch Kambodže. Během let, kdy byla kambodžská metropole Phnom Penh pod kontrolou režimu Khmerů pod vedením Pol Pota (1975–1979), spory o hranice pokračovaly.

### Laos
Vymezení hranic je dokončeno, kromě některých ostrovů v Mekongu. Hranice je vymezena řekou Mekong: při vysoké vodě během dešťové sezóny je střední linie toku hranicí, zatímco během období nízké vody patří všechny ostrovy, nánosy a skály, které se objeví, Laosu.

### Malajsie
Na rozdíl od jednání s Kambodžou, která přitahovala mezinárodní pozornost, jsou spory o hranice s Malajsií obvykle řešeny spolupracujícím způsobem. Avšak pokračující mineralogický průzkum a rybolov představuje zdroje potenciálního konfliktu. Jeden úsek na ústí řeky Golo zůstal v roce 2023 sporný s Malajsií, spolu se sekcí kontinentálního šelfu v Thajském zálivu.

### Myanmar
Suverenita nad třemi ostrovy v Andamanském moři zůstává sporná. Platná dohoda, vyjednaná v únoru 1982, nevyjasnila status ostrova Ginga (Ko Lam), Ko Kham a Ko Ki Nok na ústí řeky Kraburi (Pakchan). Následná jednání v letech 1985, 1989 a 1990 nepřinesla žádný pokrok. Obě strany označily ostrovy za „území nikoho“. Protrahující se napětí v oblasti vedlo k menším střetům v letech 1998, 2003 a 2013.